# Мойя, Джонатан
Джонатан Алонсо Мойя Агилар (исп. Jonathan Alonso Moya Aguilar; род. 6 января 1992[…], Сан-Хосе) — коста-риканский футболист, нападающий клуба «Хайдарабад».

## Биография
Родился 6 февраля 1992 года в столице Коста-Рики — городе Сан-Хосе. Воспитанник местного футбольного клуба «Саприсса». Начинал выступления в дублирующей команде клуба «Саприсса Корасон», позже отдан в аренду в клубы коста-риканской Примеры «Сантос де Гуапилес» и «Уругвай де Коронадо». В 2015 году дебютировал в основной команде «Саприссы». В августе был арендован испанским клубом «Уэска», где не получал достаточно практики и уже до конца года вернулся в родную команду.
Летом 2016 года некоторое время на правах аренды выступал за «Универсидад де Коста-Рика», после чего 31 августа 2016 года был арендован, с правом выкупа, украинским клубом «Звезда» из Кропивницкого. В феврале 2017 года покинул команду.
Выступал в «Алахуэленсе», где провел три хороших сезона. 11 января 2021 года игрок отправился в аренду в южнокорейский клуб «Анян». Он стал четвертым коста-риканским футболистом, которые играли в Кей Лиге 1.
30 ноября 2021 года было объявлено, что игрок подписал контракт с клубом «Анян», к которому присоединился на постоянной основе в январе 2022.

### Сборная
Выступал за юношескую и молодёжную сборные Коста-Рики. 13 сентября 2014 дебютировал в национальной сборной Коста-Рики, заменив Давида Рамиреса в финальном матче Центральноамериканского кубка 2014 против сборной Гватемалы. В июне следующего года провёл вторую игру за сборную, выйдя на поле в товарищеском матче против Колумбии.

## Достижения
- Обладатель Центральноамериканского кубка: 2014
- Лучший бомбардир чемпионата Коста-Рики: 2014 (лето)